# Parsegh Baghdassarian
Parsegh Manuel Baghdassarian ICPB (armenisch Բարսեղ Մանուէլի Պաղտասարեան, arabisch بارسيغ مانويل باغداساريان, * 21. Februar 1975 in Beirut) ist ein libanesischer armenisch-katholischer Ordensgeistlicher und Weihbischof in der Eparchie Our Lady of Nareg in Glendale.

## Leben
Parsegh Baghdassarian besuchte ab 1988 das Kleine Seminar in Bzommar. Anschließend trat er der Ordensgemeinschaft der Patriarchalen Kongregation von Bzommar bei. Von 1993 bis 1996 studierte er Philosophie und Katholische Theologie am Patriarchalseminar in Bzommar. Anschließend setzte er seine Studien in Rom an der Päpstlichen Universität Gregoriana und am Päpstlichen Orientalischen Institut fort, an dem er 2001 ein Lizenziat im Fach Ostkirchenrecht erwarb. Am 2. September 2000 empfing er in der Kathedrale St. Elias und St. Gregor in Beirut durch den armenisch-katholischen Patriarchen von Kilikien, Nerses Bedros XIX. Tarmouni, das Sakrament der Priesterweihe.
Nach der Priesterweihe war Baghdassarian zunächst als Vizerektor des Priesterseminars St. Vartan in Aleppo tätig. Von 2002 bis 2007 wirkte er in der Pfarrseelsorge und als Schatzmeister der Caritas in Damaskus, bevor er Generalökonom der Patriarchalen Kongregation von Bzommar wurde. Zudem fungierte er von 2011 bis 2017 als Regens des Patriarchalseminars in Bzommar und als Rektor des Kleinen Seminars in Bzommar. Darüber hinaus war er als Richter am Kirchengericht der armenisch-katholischen und der maronitischen Kirche tätig. Ferner vertrat er die armenisch-katholische Kirche beim libanesischen Caritasverband. Daneben erlangte er 2012 an der Päpstlichen Universität der Salesianer ein Diplom im Fach Pädagogik. Ab 2017 war Baghdassarian Pfarrer der Kathedrale St. Gregory the Illuminator  in Glendale.
Papst Franziskus ernannte ihn am 3. April 2024 zum Titularbischof von Comana Armeniae und zum Weihbischof in der Eparchie Our Lady of Nareg in Glendale. Der armenisch-katholische Patriarch von Kilikien, Raphaël Bedros XXI. Minassian ICPB, spendete ihm am 15. Juni desselben Jahres in der Kirche St. Savior in Bourj Hammoud die Bischofsweihe; Mitkonsekratoren waren der emeritierte Bischof der Eparchie Sainte-Croix-de-Paris, Jean Teyrouz ICPB, und der Bischof der Eparchie Our Lady of Nareg in Glendale, Mikaël Antoine Mouradian ICPB.